# It Takes Two (film, 1988)
Pour les articles homonymes, voir It Takes Two.
Pour plus de détails, voir Fiche technique et Distribution.
It Takes Two est un film américain réalisé par David Beaird, sorti en 1988.

## Synopsis
Travis Rogers, sur le point d'épouser Stephanie, part pour Dallas acheter une voiture à une vendeuse nommée Jonni. Il achète la voiture, mais elle a besoin de réparations. Alors qu'il la fait réparer, il aperçoit Jonni dans une boîte de nuit. Travis couche avec Jonni quelques heures avant son mariage, mais juste après, il épouse Stephanie, une femme sans le sou. Le film se termine avec l'arrivée de Travis et Stephanie dans un motel pour leur nuit de noces.

## Fiche technique
- Titre : It Takes Two
- Réalisation : David Beaird
- Scénario : Richard Christian Matheson et Tom Szollosi
- Photographie : Peter Deming
- Musique : Carter Burwell
- Pays de production : États-Unis
- Format : Couleurs - 1,85:1 - Dolby
- Genre : comédie romantique
- Durée : 81 minutes
- Date de sortie : 1988

## Distribution
- George Newbern : Travis Rogers
- Leslie Hope : Stephanie Lawrence
- Kimberly Foster (en) : Jonni Tigersmith
- Barry Corbin : George Lawrence
- Anthony Geary (en) : Wheel
- Frances Lee McCain : Joyce Rogers
- Patrika Darbo (en) : Dee Dee
- Marco Perella (en) : Dave
- Megan Blake : Megan
- Leland Crooke : Ahmet
- John Hawkes : un voleur